# Sessenta
60 (sessenta, LX) é um número natural. Ele é precedido pelo 59 e sucedido pelo 61.
- É o nono número altamente composto.

- O sistema de numeração babilónico era sexagesimal, ou seja, de base 60.[1]

- Os ângulos de um triângulo equilátero medem 60 graus.

- Pode ser escrito de seis formas distintas como a soma de dois números primos: {\displaystyle 60=7+53=13+47=17+43=19+41=23+37=29+31\,}. Veja conjectura de Goldbach.